# Погорелов, Алексей Владимирович
Алексе́й Влади́мирович Погоре́лов (род. 26 марта 1983, Фрунзе) — киргизский и российский легкоатлет, специалист по барьерному бегу. Выступал за сборные Киргизии и России по лёгкой атлетике в 1999—2011 годах, многократный победитель и призёр первенств национального значения, действующий рекордсмен Киргизии в беге на 400 метров с барьерами, участник летних Олимпийских игр в Пекине. Старший преподаватель на кафедре физического воспитания и спорта Сибирского государственного университета путей сообщения.

## Биография
Алексей Погорелов родился 26 марта 1983 года в городе Фрунзе Киргизской ССР.

### Спортсмен
Впервые заявил о себе в лёгкой атлетике на международном уровне в сезоне 1999 года, когда вошёл в состав киргизской национальной сборной и выступил в беге на 400 метров с барьерами на юношеском мировом первенстве в Быдгоще.
В 2001 году занял шестое место на юниорском азиатском первенстве в Бандар-Сери-Бегаване.
В 2002 году был пятым на юниорском азиатском первенстве в Бангкоке, стартовал на юниорском мировом первенстве в Кингстоне.
В 2005 году отметился выступлением на впервые проводившихся Играх исламской солидарности в Мекке, на чемпионате мира в Хельсинки и на чемпионате Азии в Инчхоне.
В 2006 году финишировал шестым на Азиатских играх в Дохе.
В 2007 году показал восьмой результат на чемпионате Азии в Аммане, участвовал в Азиатских играх в помещении в Макао.
В 2008 году на соревнованиях в Бишкеке установил новый национальный рекорд Киргизии в своей дисциплине — 49,42 секунды, принял участие в чемпионате Азии в помещении в Дохе. Благодаря череде удачных выступлений удостоился права защищать честь страны на летних Олимпийских играх в Пекине — в барьерном беге на 400 метров выбыл из борьбы за медали уже на предварительном квалификационном этапе.

### После спорта
После пекинской Олимпиады Погорелов постоянно проживал в Новосибирске, окончил Сибирский государственный университет путей сообщения, выступал в основном на различных всероссийских стартах. Так, в 2009 году в составе команды Новосибирской области он одержал победу на чемпионате России по эстафетному бегу в Сочи в дисциплине 400+300+200+100 м.
В 2010 году на аналогичных соревнованиях получил золото и серебро в дисциплинах 400+300+200+100 и 800+400+200+100 м соответственно.
На чемпионате России 2011 года в Чебоксарах завоевал бронзовые медали в беге на 400 метров с барьерами и в эстафете 4 × 400 метров. Будучи студентом, представлял Россию на летней Универсиаде в Шэньчжэне, где дошёл до стадии полуфиналов.
В 2012 году стал серебряным призёром в эстафете 400+300+200+100 на чемпионате России по эстафетному бегу в Адлере.
Впоследствии оставался действующим спортсменом вплоть до 2014 года, хотя в последнее время уже не показывал сколько-нибудь значимых результатов на крупных соревнованиях.
По завершении спортивной карьеры работает преподавателем в Сибирском государственном университете путей сообщения на кафедре физического воспитания и спорта.